# Actinodaphne henryi
Actinodaphne henryi Gamble – gatunek rośliny z rodziny wawrzynowatych (Lauraceae Juss.). Występuje naturalnie w południowych Chinach – w południowej części Junnanu. 

## Morfologia
PokrójZimozielone drzewo dorastające do 25 m wysokości. Gałęzie są owłosione.
LiściePrawie okółkowe, zebrane po 4–6 przy końcu gałęzi. Mają lancetowaty kształt. Mierzą 17–40 cm długości oraz 4–13 cm szerokości. Są mniej lub bardziej owłosione od spodu. Nasada liścia jest klinowa. Blaszka liściowa jest o spiczastym wierzchołku. Ogonek liściowy jest owłosiony i dorasta do 20–30 mm długości.
KwiatySą niepozorne, rozdzielnopłciowe, zebrane w baldachy przypominające grona, rozwijają się w kątach pędów.
OwoceMają prawie kulisty kształt, osiągają 6–8 mm średincy, osadzone w dużych miseczkach. Szypułki są owłosione.

## Biologia i ekologia
Rośnie w wiecznie zielonych lasach. Występuje na wysokości od 600 do 1300 m n.p.m. Kwitnie od grudnia do lutego, natomiast owoce dojrzewają od lipca do sierpnia.